# 4-й королевский танковый полк
4-й королевский танковый полк (англ. 4th Royal Tank Regiment, (4 RTR)) — тактическое формирование Британской армии. Создан в 1917 году, во время Первой мировой войны, просуществовав до 1993 года. Он входил в состав Королевского танкового полка, который сам являлся частью Королевского бронетанкового корпуса.

## История
Первоначально полк участвовал в боевых действиях как батальон D танкового корпуса (D Battalion, Tank Corps) в 1917 году. В 1940 году он был на короткое время объединён с 7-м королевским танковым полком в 4-й/7-й королевский танковый полк (4th/7th Royal Tank Regiment), вернув себе прежнее название четыре месяца спустя.
4-й королевский танковый полк был взят в плен в Тобруке 21 июня 1942 года. 1 марта 1945 года 144-й полк Королевского бронетанкового корпуса был переименован в 4-й королевский танковый полк вместо прежнего. Вновь переименованный полк, оснащённый LVT Buffalo, принял участие в Рейнской операции (Plunder), переправляя войска 51-й хайлендской пехотной дивизии через Рейн в ночь с 23 на 24 марта 1945 года. Командир полка (подполковник Алан Джолли) нёс тот же штандарт, что и 17-й бронеавтомобильный батальон Королевского танкового корпуса в Первой мировой войне. И снова RTR первым пересёк Рейн.
В 1948 году он содействовал прекращению британского мандата над Палестиной. В 1959 году он был вновь объединён с 7-м королевским танковым полком, на этот раз без изменения названия.
В период 1984—1993 гг. полк базировался в Импхал-Баррекс, г. Оснабрюк (земля Нижняя Саксония), находясь в составе 1-й бронетанковой дивизии. Имел на вооружении 57 танков Чифтен.
В 1993 году, в связи с «Вариантами изменений» (Options for Change), объединён с 1-м королевским танковым полком.